# Ledrada
Ledrada ist ein Ort und eine westspanische Gemeinde (municipio) mit 465 Einwohnern (Stand: 2024) in der Provinz Salamanca in der Autonomen Region Kastilien-León.

## Lage
Ledrada liegt etwa 58 Kilometer südlich von Salamanca und etwa 200 Kilometer westlich von Madrid in einer Höhe von ca. 880 m.
Das Klima im Winter ist kühl, im Sommer dagegen durchaus warm; die eher Niederschlagsmengen (ca. 817 mm/Jahr) fallen – mit Ausnahme der nahezu regenlosen Sommermonate – verteilt übers ganze Jahr.

## Bevölkerungsentwicklung
| Jahr      | 1970 | 1981 | 1991 | 2001 | 2011 | 2021 |
| Einwohner | 787  | 680  | 640  | 595  | 571  | 466  |

Der deutliche Bevölkerungsrückgang seit den 1950er Jahren ist im Wesentlichen auf die Mechanisierung der Landwirtschaft sowie auf die Aufgabe von bäuerlichen Kleinbetrieben und den damit einhergehenden Verlust an Arbeitsplätzen zurückzuführen (Landflucht).

## Sehenswürdigkeiten
- Michaeliskirche (Iglesia de San Miguel)
- Kapelle Unserer Lieben Frau (Ermita de Nuestra Señora de la Yedra)
- Uhrenturm

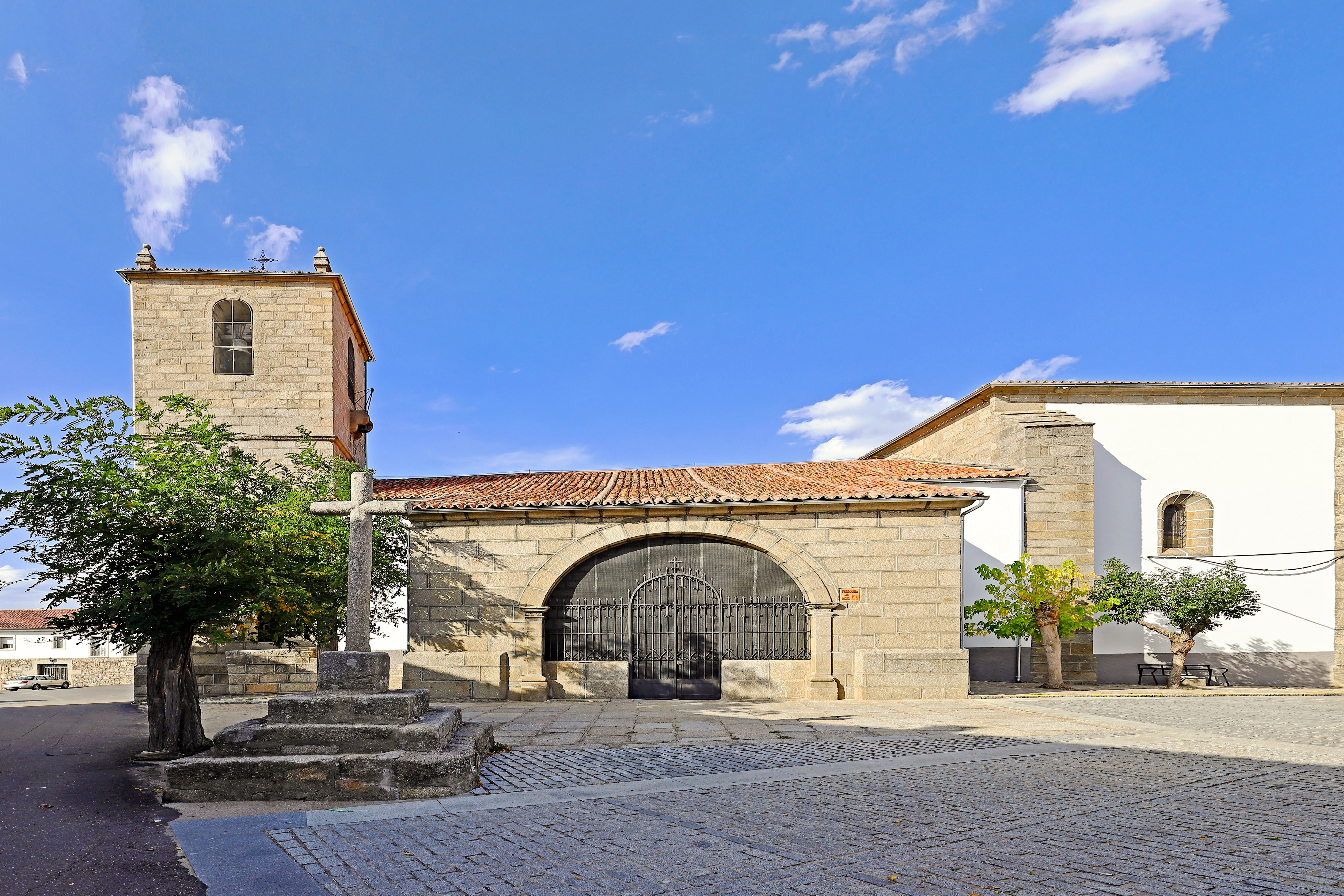
Michaeliskirche
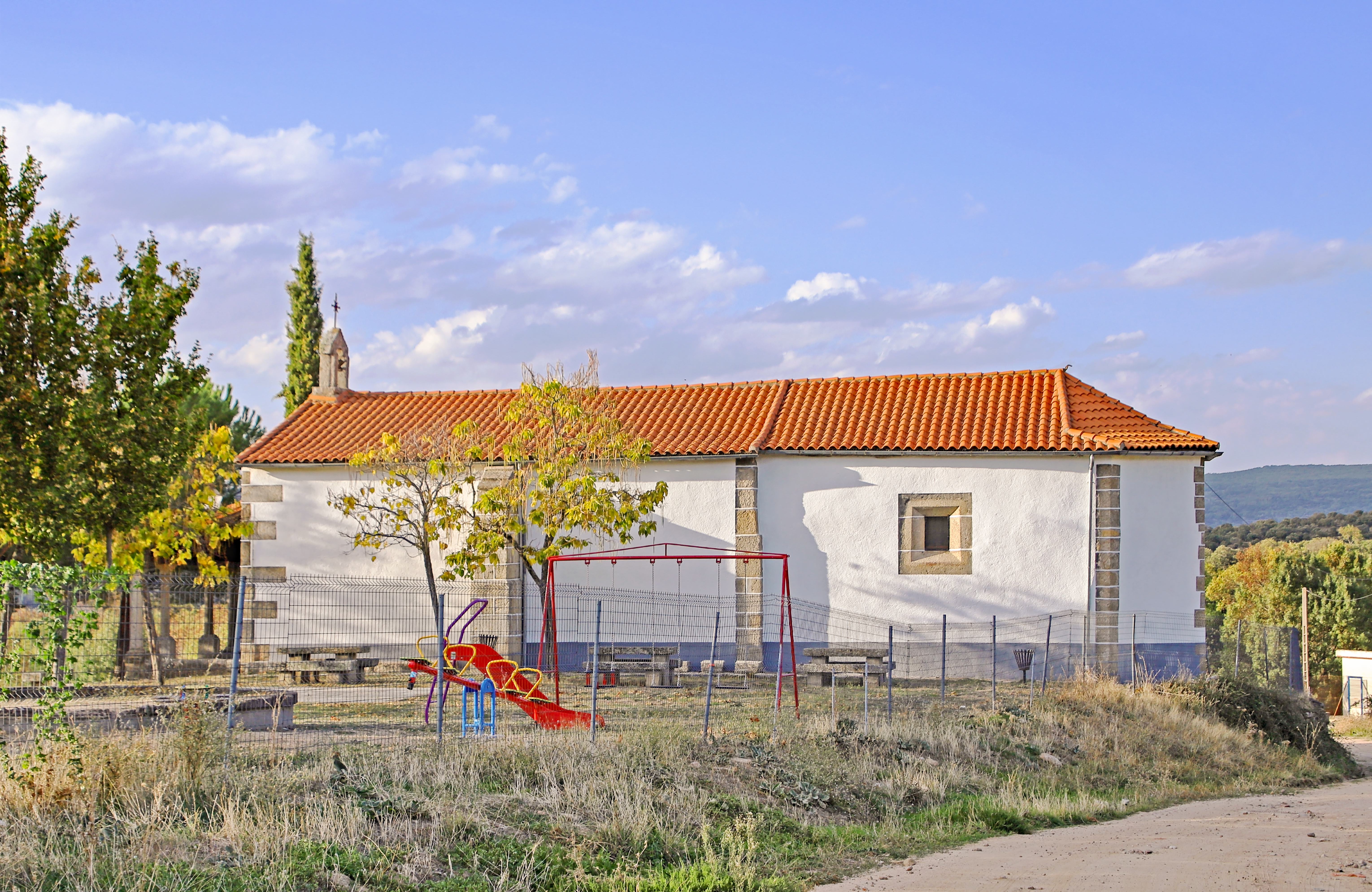
Kapelle Unserer Lieben Frau
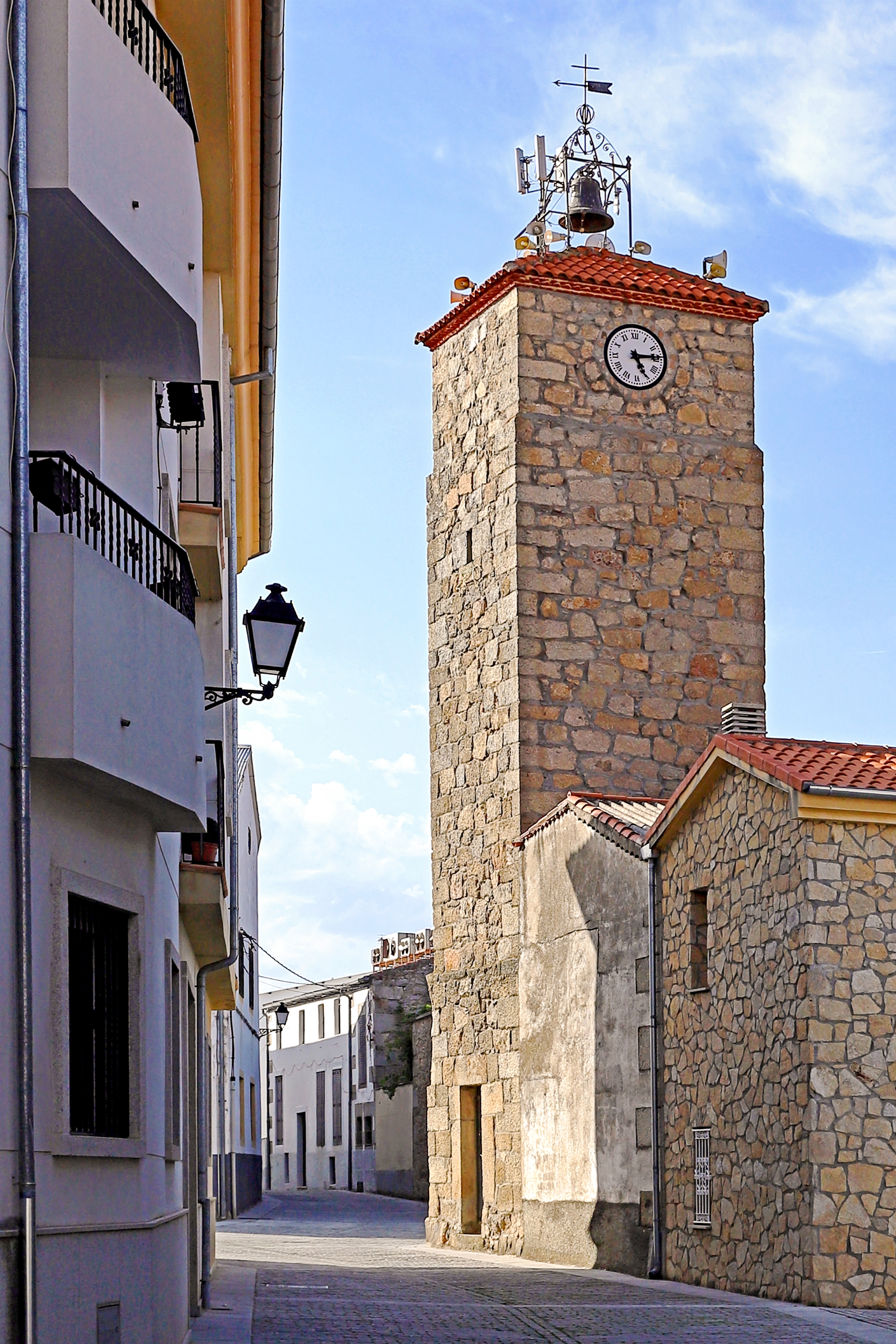
Uhrenturm
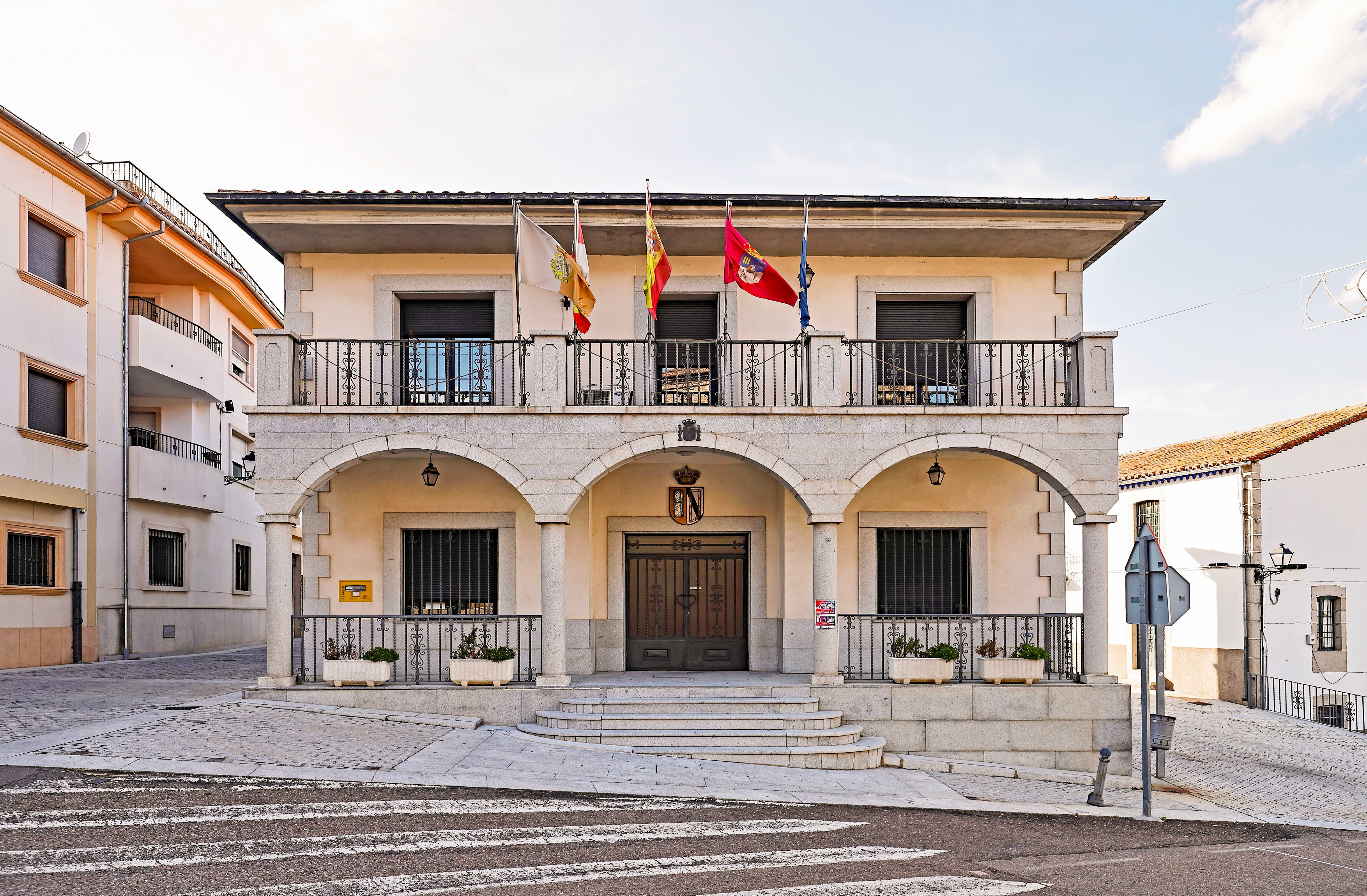
Rathaus

## Persönlichkeiten
- Vicente Cervantes (1758–1829), Botaniker